# Maizières-sur-Amance
Maizières-sur-Amance település Franciaországban, Haute-Marne megyében. Lakosainak száma 97 fő (2022. január 1.). Maizières-sur-Amance Anrosey, Arbigny-sous-Varennes, Bize, Fayl-Billot, Haute-Amance és Rougeux községekkel határos.

## Népesség
A település népességének változása:
| Lakosok száma | 136  | 150  | 142  | 118  | 103  | 101  | 98   | 95   | 96   | 97   |
|               | 1968 | 1982 | 1990 | 2006 | 2013 | 2015 | 2017 | 2019 | 2020 | 2022 |